# Старогабська сільська рада
Старогабська сільська рада (біл. Старагабскі сельсавет) — адміністративно-територіальна одиниця в складі Мядельського району розташована в Мінській області Білорусі. Адміністративний центр — Старі Габи.
Старогабська сільська рада розташована на межі центральної Білорусі, в північній частині Мінської області орієнтовне розташування — супутникові знимки, на схід від Мяделі.
До складу сільради входять 17 населених пунктів:
- Бадени • Бояри • Гніздище • Зани • Кончани • Кочани • Ляховичі • Місуни • Мозолівщина • Моховичі • Новосілки • Нові Габи • Петрове • Романівщина • Старі Габи • Усовщина • Червечове.